# Héctor Inocente Cabrera Bernal
Hector Inocente Cabrera Bernal (conocido como Macholin) nació en Guayos, Cabaiguán, Cuba, el 28 de diciembre de 1948. Fue profesor de primaria, publicó libros biográficos de luchadores revolucionarios. Ha recibido condecoraciones por su labor.

## Biografía
Los estudios primarios los realizó en la Escuela Nena Acosta hasta el 4.º grado y en la Escuela Juan Esquitín hasta el 6.º grado; la secundaria básica la cursó en la Escuela Jesús Menéndez de su localidad natal (Guayos).
En 1965 ingresó en la Escuela Superior de Educación Física, Comandante Manuel Fajardo. Al terminar sus estudios y graduarse en 1968, fue ubicado como Comisionado Provincial de Atletismo en la antigua Provincia "Las Villas" donde obtuvo resultados muy satisfactorios siendo seleccionada la provincia como destacada a nivel nacional.
En 1971 Viaja Rumanía, Hungría y Checoslovaquia con el equipo Cubano de Atletismo.
En 1972 es promovido para Jefe de Divulgación y Prensa del Instituto Nacional de Deportes y Recreación (INDER) en la provincia Las Villas, en 1974 es seleccionado Vanguardia Nacional y viaja como Jefe de la Delegación a los Torneos de Boxeo en Estrancha (Bulgaria), Bon (Berlín) y Guantes de Oro de Checoslovaquia.
Participó en los Mundiales de Béisbol, Pesas y Esgrima celebrados en Cuba.
En 1975 es promovido a Director Regional de Deportes en la Provincia Sancti Spíritus. En ese mismo año sufre un accidente automovilístico que le causa múltiples secuela para su salud y su desempeño deportivo.
En 1980 tras varios años convaleciente de múltiples operaciones, se incorpora a trabajar y funda el Combinado Deportivo de Guayos (pueblo natal), obteniendo la categoría de Vanguardia Provincial durante 11 años consecutivos y 2 años Vanguardia Nacional.
En 1987 matricula  en "Licenciatura en Historia y Marxismo Leninismo" en el Instituto Superior Pedagógico "Capitán Silverio Blanco núñez" en la provincia de Sancti Spíritus, graduándose con Título de Oro y Mejor Graduado, Mejor Alumno Integral y Mejor Investigador, en 1992. Fue designado Vanguardia Nacional.
En 1992 comienza a trabajar en el Instituto Superior Pedagógico "Capitán Silverio Blanco Núñez" como Vicerrector de extensión universitaria (Actividades extracurriculares)
En el 2000 es designado Director Municipal de Cultura en el Municipio Cabaiguán.
En el 2002 asume la responsabilidad de Director Provincial del Libro y la Literatura en Sancti Spíritus.
En el marco de la Feria del Libro 2011, en el Complejo Morro-Cabañas de la Ciudad de La Habana; en la Sala Lezama Lima, es premiado con La Beca de Creación "Sigifredo Alvarez Conesa" que otorga el Consejo Nacional de Casas de la Cultura, por su obra "Mucho pa´la Chiva". Un jurado encabezado por el prestigioso Intelectual Guillermo Rodríguez Rivera, es el encargado de premiar este nuevo trabajo de Héctor Cabrera el cual al ser entrevistado se lo ha dedicado a sus dos "Soles" (Nietos) Claudia Patricia y Nahuel.

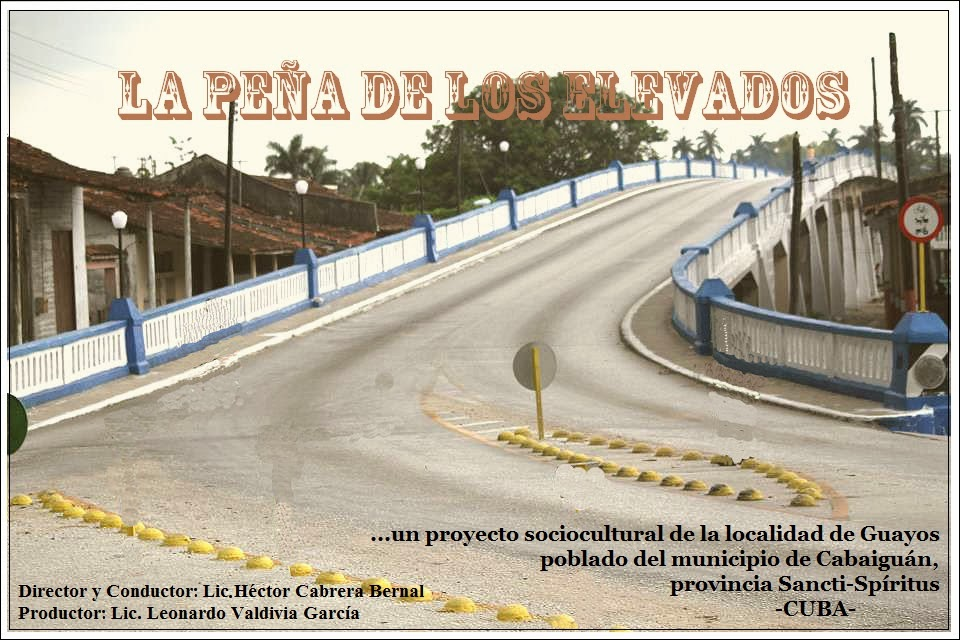
La peña Los Elevados

En el 2007 comienza el proyecto comunitario "La Peña Los Elevados"; la cual conduce. Considerado una actividad sociocultural que vino para quedarse por la gran aceptación que ha tenido en el público en general. Buen gusto e intimidad son también dos de las cualidades que predominan. Con una frecuencia bimensual es el escenario propicio para reconocer y estimular a personalidades, promotores, creadores y artistas. Por otra parte, nunca se hubiera encontrado mejor lugar para su ejecución, que el escogido desde sus inicios:  La Biblioteca Ramón Balboa, de Guayos.
Actualmente continúa sus labores como promotor Cultural.

## Obras
- Mucho Pa La Chiva Ediciones Luminarias, Colección Arcada, Sancti Spíritus, 2012. Compendio de Anécdotas y hechos simpáticos de su pueblo natal.
- Rebelión de pueblo, una advertencia al Tirano Ediciones Luminarias, Sancti Spíritus, 2001. Dedicada al luchador revolucionario Armando Acosta Cordero (alias «capitán Erasmo Rodríguez», 1920-2009).
- Jesús Menéndez, Tabaco y Azúcar Ediciones Luminaria, Sancti Spíritus, 2004 Obtuvo el Gran Premio del Concurso Nacional de la Central de Trabajadores de Cuba (CTC) por el 50 Aniversario del asesinato del Líder sindical Jesús Menéndez.
- A escrito varios atículos en la Revista Siga la Marcha de la UNHIC (Unión de Historiadores de Cuba).
- A escritos varios atículos en el Periódico Escambray.
- Colaborador del Programa CURIOSIDADES de la Cadena Televisiva TELE-CUBANACAN en la Provincia Villa Clara.
- A escritos varias Investigaciones Inéditas.

## Grados Científicos
- Más de 20 Post-grados y eventos científicos.
- Varios cursos provinciales y nacionales.
- Profesor Universitario.

## Condecoraciones
- Medalla Mártires de Barbados.
- Medalla Pepito Tey del Consejo de Estado.
- Medalla por la Educación Cubana.
- Medalla Rafael María de Mendive.
- Medalla Raúl Gómez García.
- Medalla por la Producción y la Defensa.
- Mucho pa`la Chiva Complejo Morro - Cabañas, Ciudad de La Habana, 2011 "Gana la Beca de Creación Sigifredo Alvarez Conesa", Premio que otorga el Consejo Nacional de Casas de la Cultura.

- Datos: Q5906217
- Multimedia: Héctor Inocente Cabrera Bernal / Q5906217